# Polygonia
Genre
Synonymes
- Eugonia Hübner, 1819
- Comma Rennie, 1832
- Grapta Kirby, 1837

Polygonia est un genre holarctique de lépidoptères (papillons) de la famille des Nymphalidae, de la sous-famille des Nymphalinae et de la tribu des Nymphalini.
Ses espèces comptent parmi celles appelées en français Vanesses, et ses espèces nord-américaines sont plus précisément appelées Polygones.

## Description
Les imagos du genre Polygonia sont connus pour leur livrée cryptique qui les fait ressembler à une feuille morte lorsqu'ils tiennent les ailes fermées. 
Ce camouflage est dû d'une part à la forme très échancrée de leurs ailes, et d'autre part à l'aspect du revers des ailes, brun sombre ou grisâtre orné de marbrures sombres. 
La petite marque blanche située au centre du revers de l'aile postérieure a donné à plusieurs espèces leur nom scientifique et/ou vernaculaire.
Le dessus des ailes, plus voyant, a un fond fauve orangé ou rougeâtre, orné de taches brunes et bordé de brun. 
Pour les espèces bivoltines, les générations estivale et hivernante ont généralement une apparence différente.

## Répartition géographique
Les espèces du genre Polygonia ne se rencontrent que dans l'hémisphère nord, pour la plupart dans des régions tempérées. Deux sont présentes en Europe, cinq en Asie, une en Afrique du Nord et neuf en Amérique du Nord.

## Biologie et écologie
Les Polygonia sont univoltins ou bivoltins selon les espèces, et ils hivernent au stade imaginal.
La plupart des espèces sont liées aux milieux forestiers.

## Systématique et phylogénie
Le genre Polygonia a été décrit par l'entomologiste allemand Jakob Hübner en 1819. 
Le nom découle du grec ancien πολύς / polys, « plusieurs » et γωνία / gōnia, « angle », en référence à l'aspect très découpé des ailes. 
L'espèce type pour le genre est Polygonia c-aureum.
Dans sa définition la plus généralement admise, le genre Polygonia comporte quatorze espèces. 
Certaines sources, en général anciennes, préfèrent placer toutes ces espèces dans le genre Nymphalis, considérant que  Polygonia n'en est qu'un synonyme.
Des études de phylogénie fondées sur des critères morphologiques et moléculaires ont fait apparaître le genre Polygonia comme le groupe frère du genre monotypique Kaniska, avec un support relativement faible. La réunion de ces deux genres serait le groupe frère du genre Nymphalis dans son sens actuel. 
Il est alors proposé de synonymiser Kaniska avec Polygonia, ce qui ferait de Polygonia canace (= Kaniska canace) la quinzième espèce du genre Polygonia.

## Liste des espèces
- Polygonia c-album (Linnaeus, 1758) — le Robert-le-diable — Eurasie, Afrique du Nord
- Polygonia c-aureum (Linnaeus, 1758) — Asie orientale
- Polygonia comma (Harris, 1842) — le Polygone virgule — Amérique du Nord
- Polygonia egea (Cramer, 1775) — la Vanesse des pariétaires — du Sud de l'Europe à l'Asie centrale
- Polygonia faunus (Edwards, 1862) — le Polygone à taches vertes — Amérique du Nord
- Polygonia g-argentum (Doubleday, [1848]) — Mexique
- Polygonia gigantea (Leech, 1890) — Chine
- Polygonia gracilis (Grote & Robinson, 1867) — le Polygone gracile — Amérique du Nord
- Polygonia haroldii (Dewitz, 1877) — Mexique
- Polygonia interposita (Staudinger, 1881) — Asie centrale
- Polygonia interrogationis (Fabricius, 1798) — le Polygone à queue violacée — Amérique du Nord
- Polygonia oreas (Edwards, 1869) — Amérique du Nord
- Polygonia progne (Cramer, 1775) — le Polygone gris — Amérique du Nord
- Polygonia satyrus (Edwards, 1869) — le Polygone satyre — Amérique du Nord

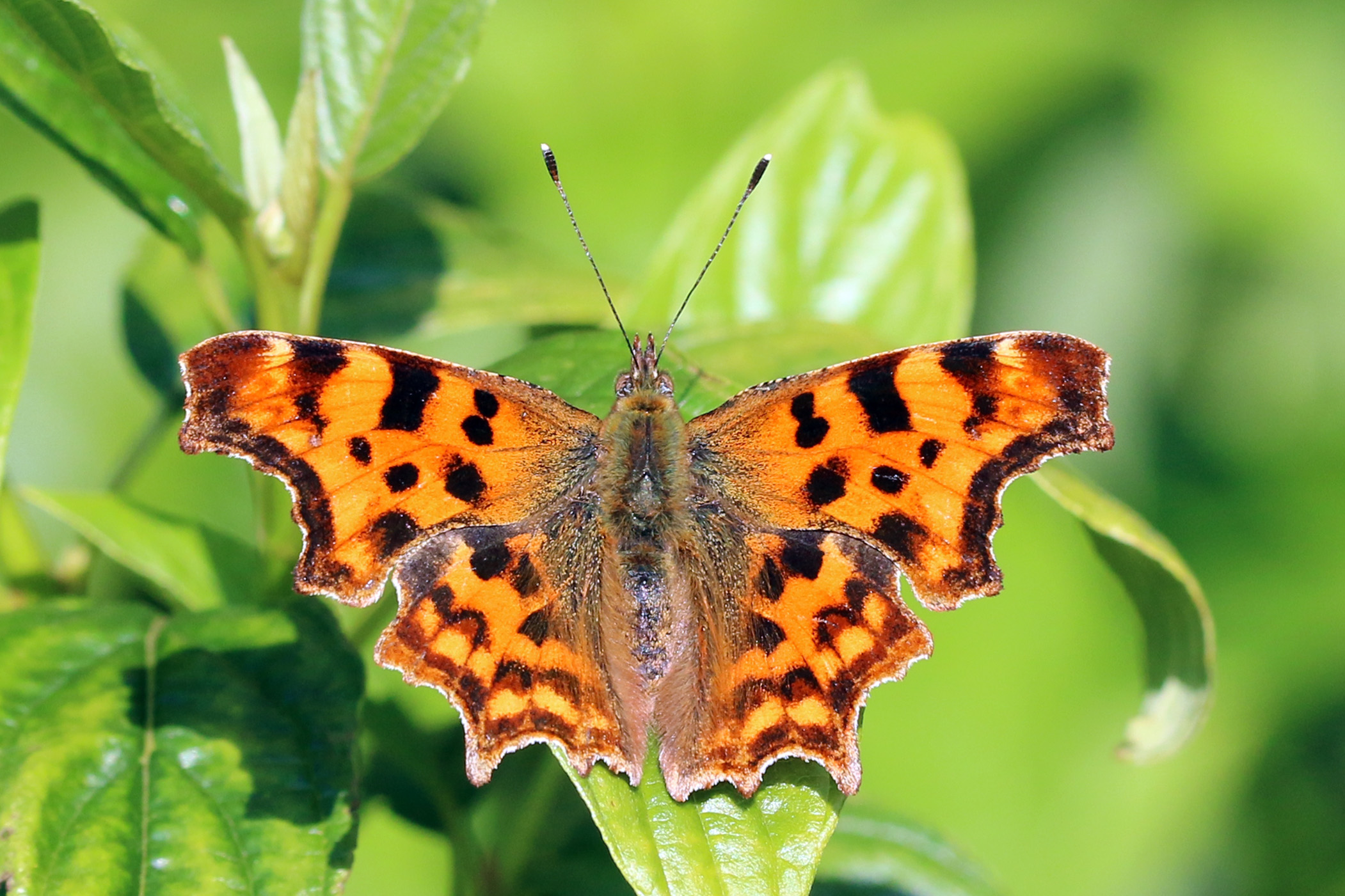
Polygonia c-album
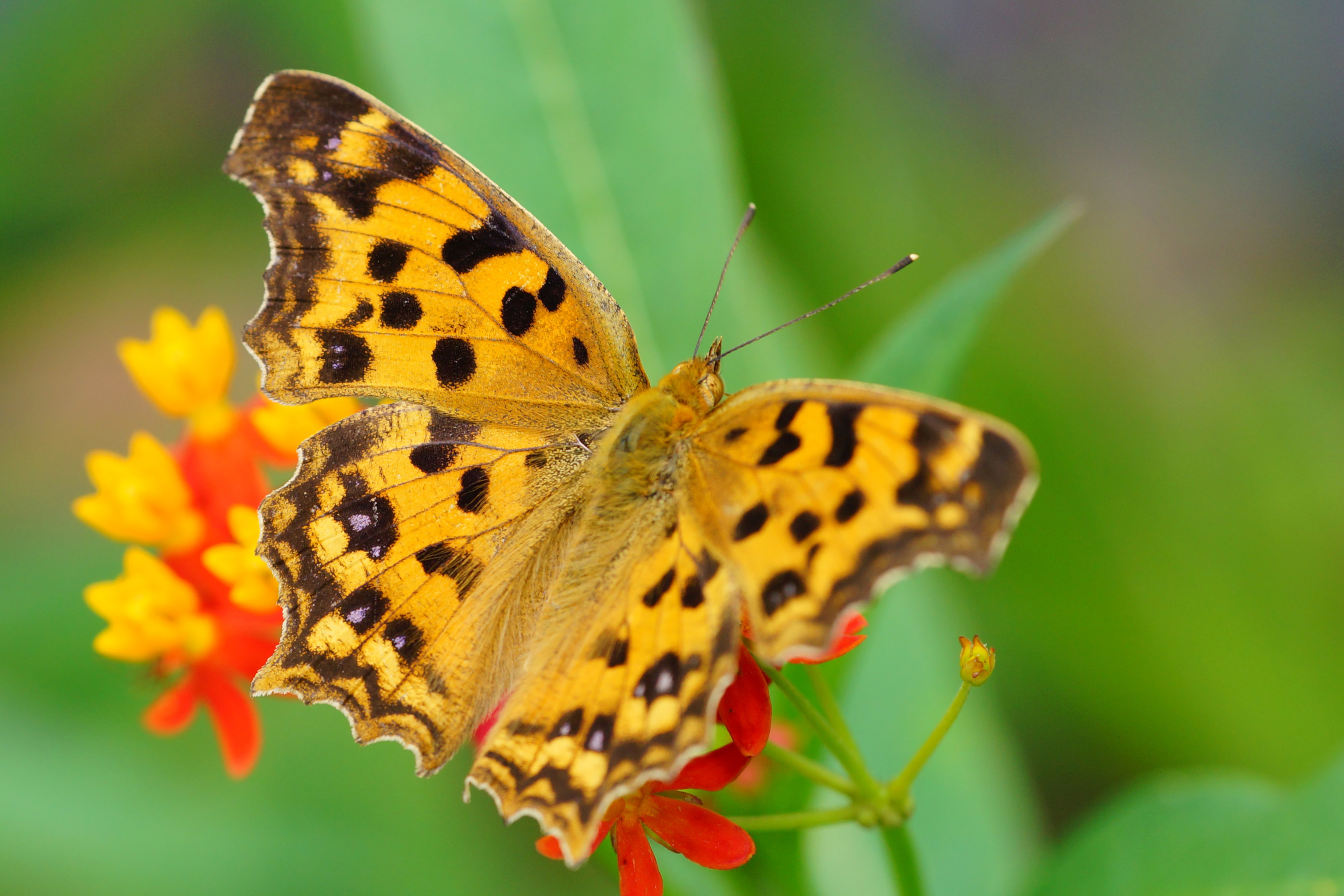
Polygonia c-aureum
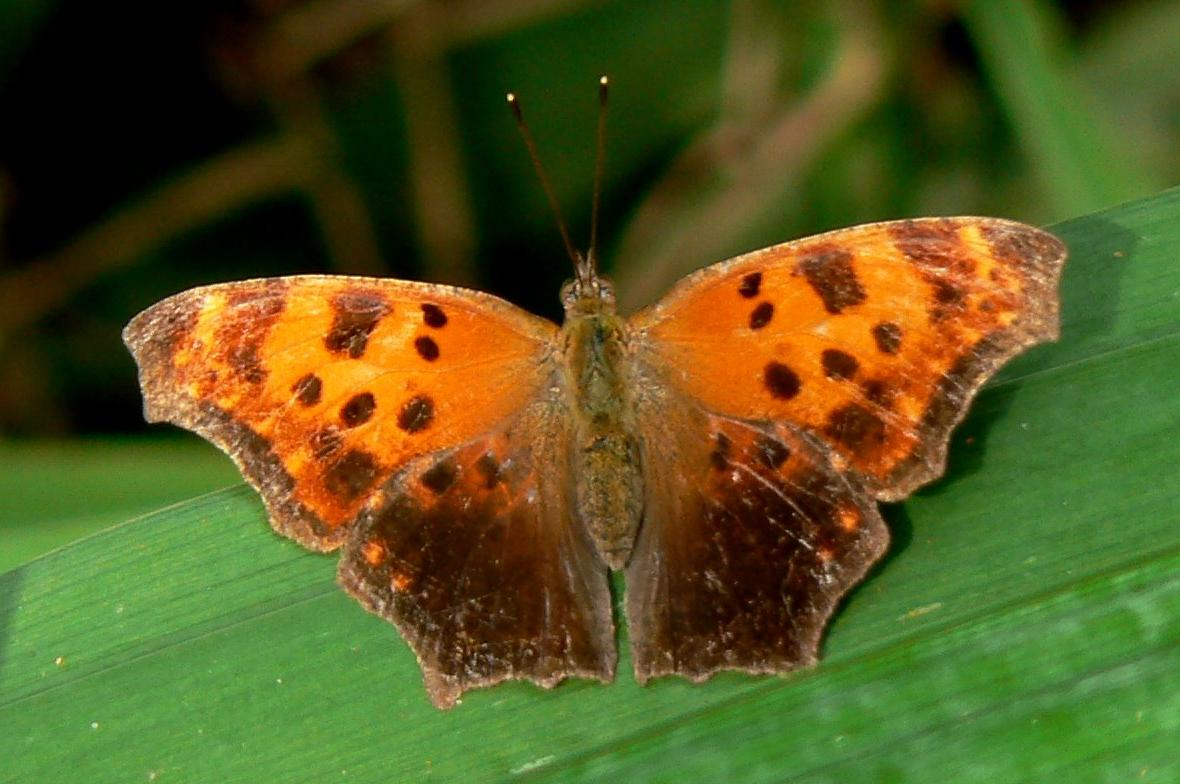
Polygonia comma
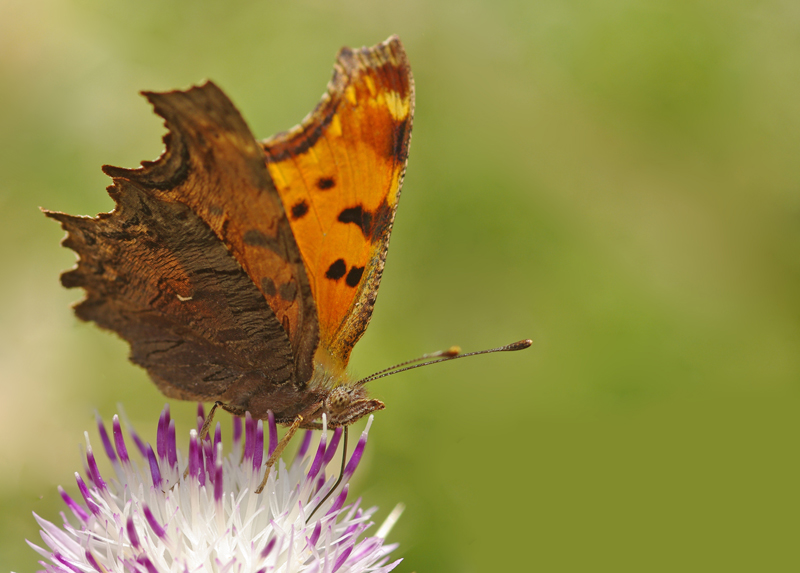
Polygonia egea
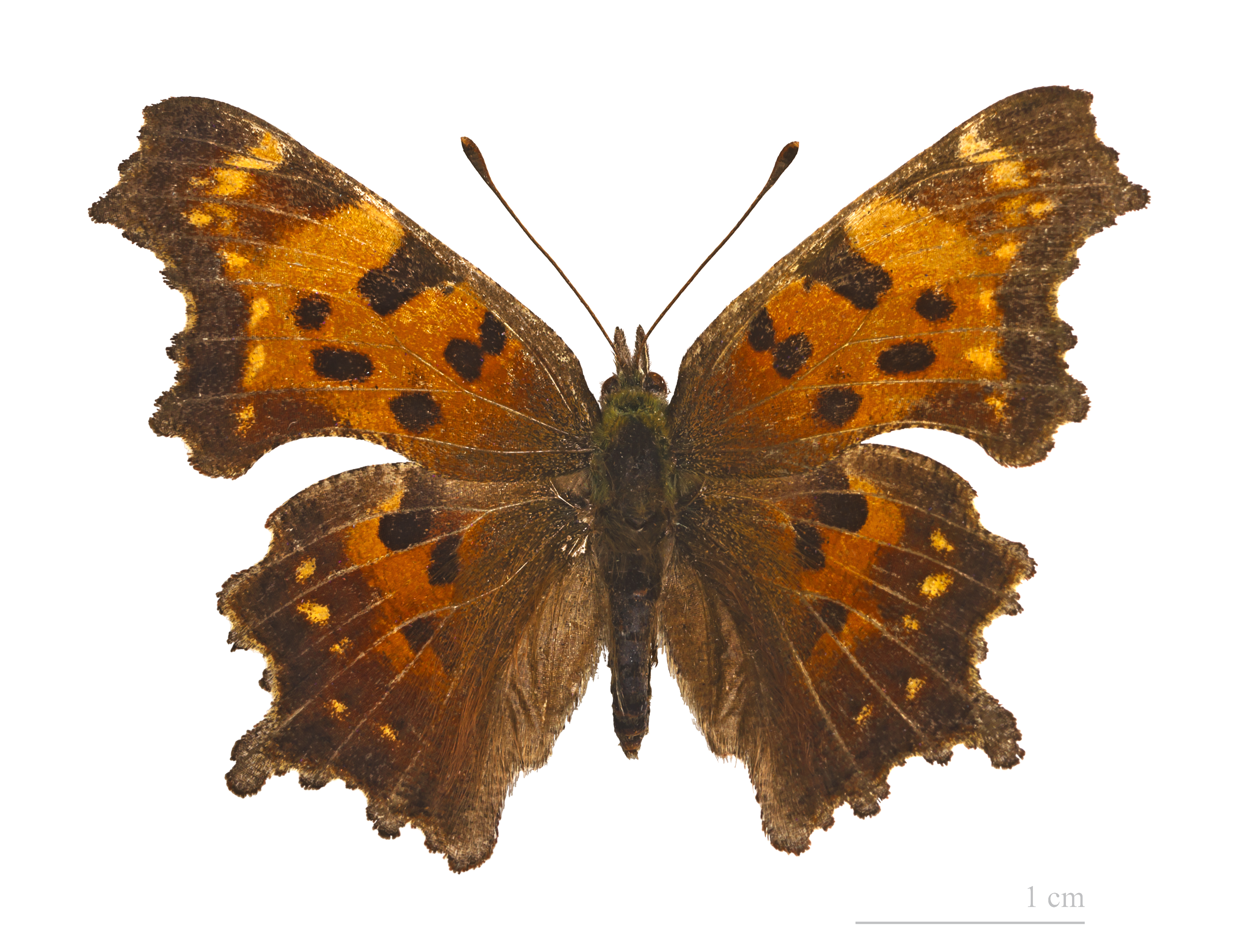
Polygonia faunus
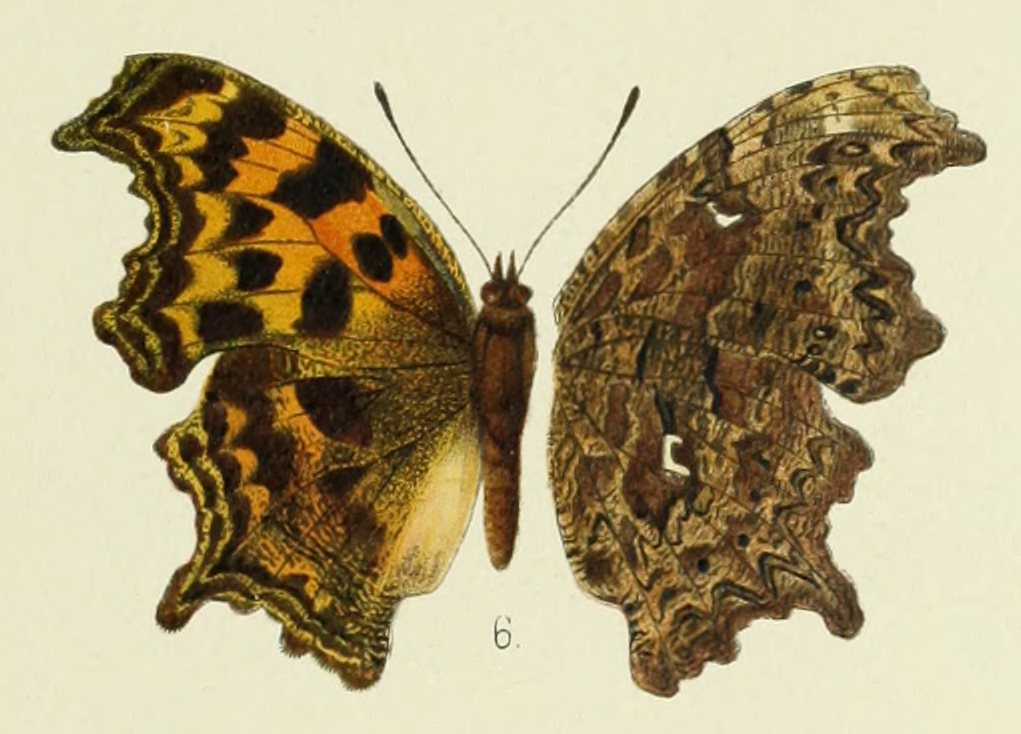
Polygonia gigantea
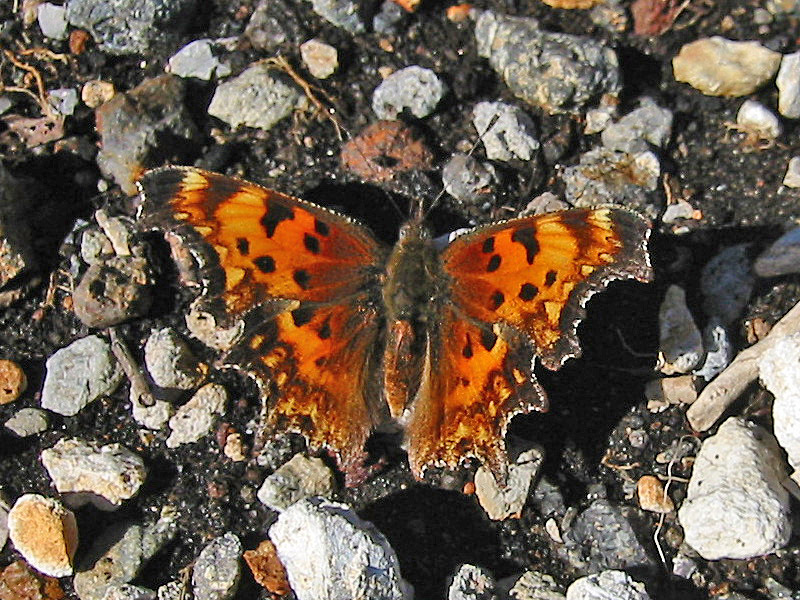
Polygonia gracilis
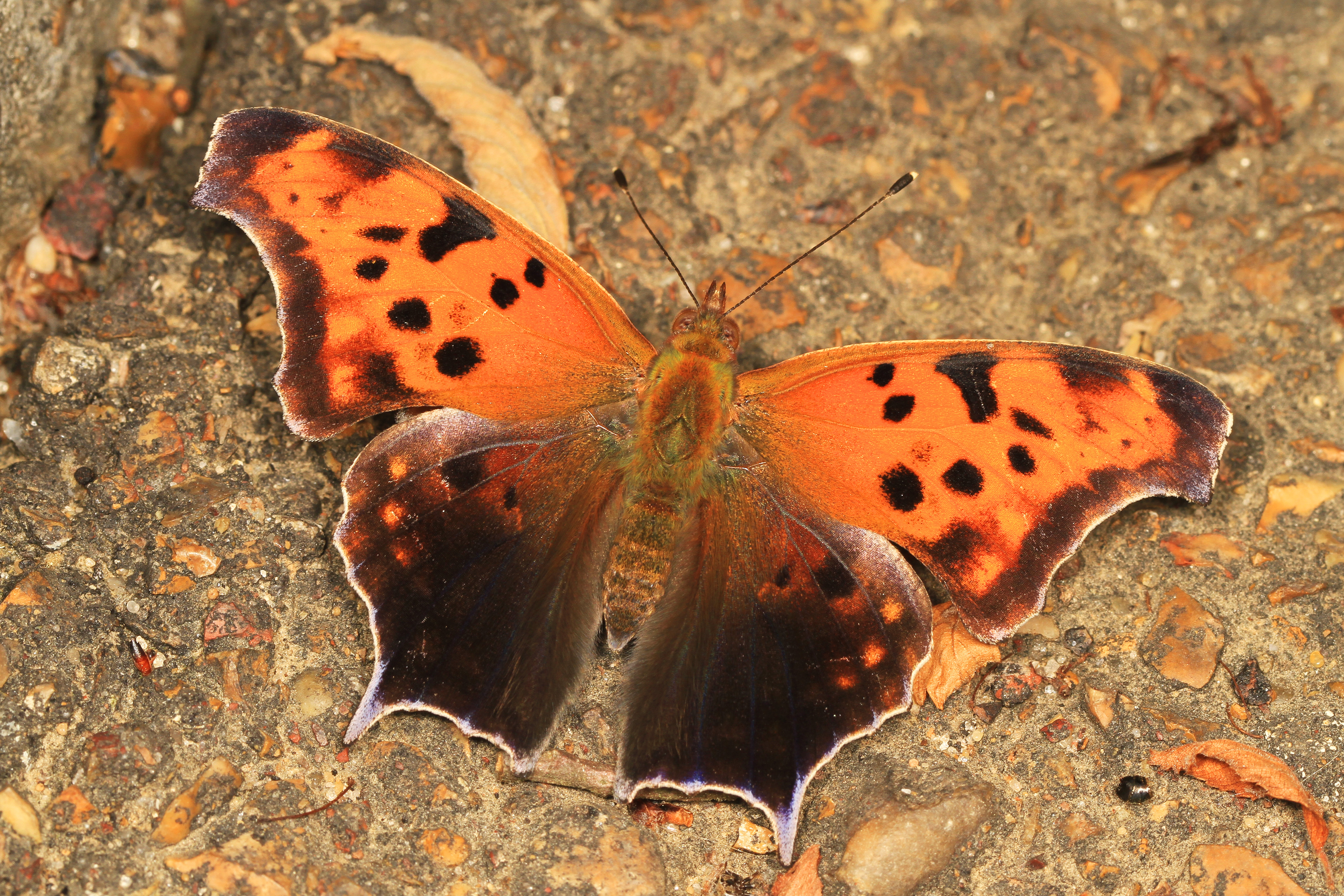
Polygonia interrogationis
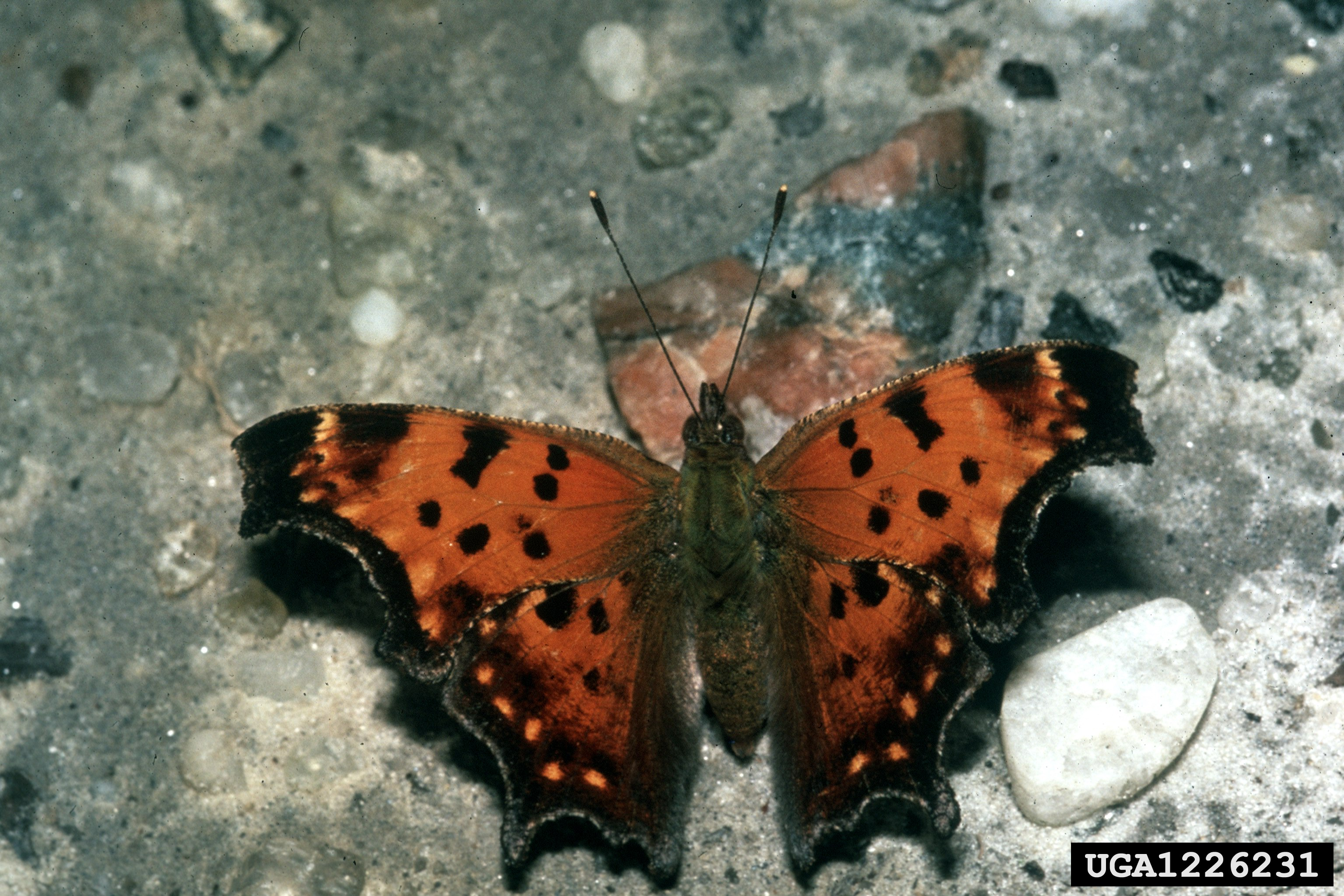
Polygonia progne
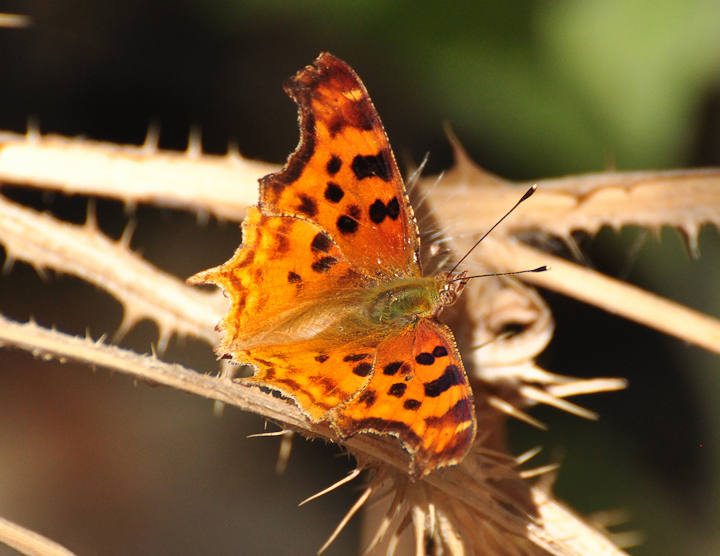
Polygonia satyrus